# Psyrassa meridionalis
Psyrassa meridionalis là một loài bọ cánh cứng trong họ Cerambycidae.